# Гущено (Могилёвская область)
Гу́щено (бел. Гу́шчына) — деревня в 
Горецком районе Могилевской области Республики Беларусь. Входит в состав Горского сельсовета.
В 2002-2013 годах входила в состав Ходоровского сельсовета.

## Население
- 2010 год — 14 человек